# Зелен кълвач
Зеленият кълвач (Picus viridis) е птица от семейство Кълвачови (Picidae). Среща се и в България.

## Физически характеристики
Има тънко тяло, покрито със зелени пера. Само главата му има червена ивица, а малките му очи са обградени в черна шарка. Човката му е сивкава, дълга повече от сантиметър и много изострена. Тъничката му опашка се състои от по-големи, черно-бели (шарени) пера.

## Местообитание
Зеленият кълвач предпочита райони, обрасли със стари дървета, където може да издълбае хралупи за гнездене. Любими са му слънчевите поляни с ниска растителност и храсти, където си набавя храната. Тази пищна по своето оперение птица се среща навсякъде, където има широколистни гори.

## Начин на живот и хранене
Продължителност на живота е до 7 години. Менюто на зеления кълвач не е особено разнообразно. С огромен апетит яде мравки, от които би могъл да погълне до 2000 на ден. Ловуващият кълвач се спуска на поляната, подскача по земята и старателно търси мравуняци. Когато намери, разчиства тревата, след това пробива с клюна си около 8-сантиметрова дупка. А когато мравките забликат от мравуняка, той жадно ги поглъща. Когато попадне на голям мравуняк, зеленият кълвач често се задържа край него в продължение на час и повече. Известно време се завръща отново и отново на същото място. Въпреки че мравките са любимата му храна, той се храни и с други насекоми, плодове и ядки.

## Размножаване
През зимата мъжките и женските се хранят поотделно и си почиват, но и двете птици пребивават цяла година на местата за гнездене. През пролетта издават силни крясъци и се търсят. Ако партньорите изпитат доверие един към друг, те докосват клюновете си, като се поклащат леко, след което идва ред на самото чифтосване. Понякога за мътене на яйцата избират хралупата на единия от партньорите. В противен случай на двойката са необходими 10-30 дни, за да се издълбае нова хралупа в стъблото на някое дърво. След като мястото на гнездене е готово, женската снася 5-7 малки бели яйца в дъното на голата хралупа. И двамата родители вземат участие в мътенето и храненето на малките. Когато малките вече могат да летят, родителите си ги разпределят: всеки от тях поема грижа за 2-4 малки.

## Допълнителни сведения
Когато зеленият кълвач попадне на мравуняк, той прониква с дългия си лепкав език в отворите и лови мравки.
Женската се разпознава по черните „мустачки“